# Ultimax 100
Ultimax 100 är en lätt kulspruta designad av Leroy James Sullivan för Singapores försvarsmakt och tillverkad av statsägda Chartered Industries of Singapore (CIS). Utmärkande egenskaper för Ultimax 100 är dess låga vikt (4,7 kg tom och 6,5 kg laddad med ett 100-skotts magasin) och svaga rekyl.

## Design
Ultimax 100 har gasvridlås och avfyras med öppet slutstycke för inte riskera att patronen i patronläget antänds av en överhettad pipa. Gaskanalen sitter relativt nära patronläget där det höga trycket gör att pistongen kan göras liten och lätt.
En unik egenskap hos Ultimax 100 är att det saknar buffert. Slutstyckets rörelseenergi fångas i stället helt och hållet upp av rekylfjädern vilket ger vapnet en svag rekyl på bekostnad av eldhastigheten. Kombinationen av låg vikt och svag rekyl gör vapnet mycket enkelt att hantera.
Ultimax 100 är tänkt att användas som understödsvapen på gruppnivå och har därför vissa delar gemensamma med M16, till exempel bajonett och kan även använda M16:s magasin.

## Varianter
- Mk1 – prototyp
- Mk2 – första produktionsserien med fast pipa.
- Mk3 – andra produktionsserien med utbytbar pipa.
- Mk4 – ny säkring med omställare för enkelskott designad för USA:s marinkår.
- Mk5 – moderniserad variant med picatinnyskena och vikbar kolv.